# April March
April March (nascida Elinor Lanman Blake; 20 de abril de 1965) é uma cantora e compositora americana. Considerando-se uma ''Francófila de longa-data", ela se apresenta em inglês e em francês. March ficou amplamente conhecida pelo seu cover "Chick Habit" (adaptação da música Laisse Tomber Les Filles) que apareceu nos filmes But I'm a Cheerleader, de 1999 e no filme de Quentin Tarantino Death Proof.
Além de cantora e compositora, ela também é escritora, ilustradora e animadora. Seus trabalhos na animação incluem o filme Who's That Girl, da Madonna e o desenho The Ren & Stimpy Show. April também já trabalhou com o criador do Homem-Aranha Steve Ditko.
April March fundou sua primeira banda, The Pussywillows, em 1987. Desde então, tem gravado como artista solo e apareceu em diversas trilhas sonoras, como a abertura do desenho I Am Weasel.

## Discografia

### Álbuns
- Gainsbourgsion! (1995)
- April March Sings Along with the Makers (1996)
- Paris in April (1996)
- Chrominance Decoder (1996)
- Superbanyair (1997)
- April March and Los Cincos (1998)
- Triggers (2002)
- Magic Monsters (2008)
- April March & Aquaserge (2013)
- In Cinerama (2021)
- April March Meets Staplin (2023)

### EPs
- Chick Habit (1995)
- April March and Los Cincos Featuring the Choir (1998)
- Dans les yeux d'April March (1999)
- Sometimes When I Stretch (2003)
- Palladium (2021)

### Singles
- "Voo Doo Doll / Kooky" (1994)
- "Jesus And I Love You" (1998)
- "Garçon Glaçon" (1999)
- "Mignonette" (1999)
- "Sugar Remix" (1999)
- "RosEros" (2010)
- "Lift Off" (2022)